# Судьба человека (опера)
Судьба человека — опера И. И. Дзержинского по сюжету одноимённого рассказа М. А. Шолохова.

## История создания
Рассказ «Судьба человека», опубликованный в газете «Правда» 31 декабря 1956 года и 1 января 1957 года, Дзержинский сразу воспринял как сюжет для оперы. Композитор сам написал либретто, внеся в текст рассказа небольшие изменения. Он опустил некоторые эпизоды подробного повествования героя, ввёл новый эпизодический персонаж — Зинку. В текст либретто были включены отрывки из стихотворений Е. Каретниковой, Д. Осина, А. Прокофьева, А. Фатьянова, А. Чуркина. В 1959 году опера была закончена в фортепианном изложении. Так как автор решил отказаться от речитатива, то вокальные и инструментальные номера в ней чередовались с разговорным текстом.
Оперу «Судьба человека» приняли к постановке три оперных театра Советского Союза — в Москве, Ленинграде и Киеве .
Премьера оперы «Судьба человека» в Театре им. Кирова, Ленинграде и Большом театре, Москве состоялась в день открытия 22 съезда КПСС — 17 октября 1961 года.

## Описание
Своеобразно было построено композиционное решение музыкально-драматического спектакля: действие перемежалось сценами настоящего и прошедшего, перебивалось оживающими на сцене воспоминаниями рассказчика. Эта опера-монолог, в центре которой собирательный образ Андрея Соколова, воплощение стойкости и душевного благородства русского человека. Значительное место в опере занимают песни, преимущественно сольные. Массовые сцены играют роль фона. Вместо традиционных актов опера распадается на три части: в каждой из них множество сменяющихся картин, подобно тому, как это происходит на киноэкране. Массовые сцены чередуются с сольными, тема народного горя — с отрадными воспоминаниями о мирной жизни.
Лирическое музыкальное самораскрытие образа главного героя Андрея Соколова на фоне массовых, дуэтных и дивертисментных сцен придаёт музыкальному повествованию необходимую художественную цельность и выразительность.
Лучшим исполнителем центральной партии стал Б. Штоколов. Образ Андрея Соколова обогащён не только данными певца, но и его жизненным опытом, подлинной страстью русского патриота. Финал оперы, когда артист брал ребёнка на руки и уходил в зал, неизменно вызывал у зрителей состояние катарсиса.

## Действующие лица
- Андрей Соколов, сержант Советской Армии, бас
- Ирина, его жена, меццо-сопрано
- Анатолий, их сын, тенор
- Советский офицер, представитель командования, баритон
- Полковник, баритон
- Мюллер, комендант лагеря военнопленных, баритон
- Зинка, пленная девушка, меццо-сопрано
- Девушка в хороводе, сопрано
- Военврач, бас
- Старый солдат, тенор
- Матрос, баритон
- Взводный, бас
- Крыжнев, предатель, бас
- Татарин, тенор
- Молодой боец, тенор
- Ваня, беспризорный мальчик, без пения
- От автора, без пения
- Советские солдаты и офицеры, немецкие солдаты и офицеры, советские люди, освобожденные из германского плена в День Победы

Время действия: Великая Отечественная война.

## Либретто
Действие оперы «Судьба человека» проходит в годы Великой Отечественной войны. В степи вдоль берега реки идёт издалека мужчина в ватнике. За собой он ведет за руку мальчика. У переправы мужчина сел отдохнуть, а мальчик убежал. Мужчина завел разговор с попавшимся собеседником и рассказал ему о своей жизни.
На железнодорожной станции женщины провожают солдат на фронт, среди них Андрей Соколов, прощающийся с семьей.
На оккупированной станции немцы превратили церковь в место заключения. Здесь в лазарете врач вправил пленному Андрею вывих на руке, после чего обошёл пленных в поисках раненых. В забытьи перед Андреем проходят картинки прошлого, жена Ирина и сын Анатолий, Андрей ухаживает за Ириной. Ему слышится голос предателя Крыжнева: «Ты, взводный, не прячься… Я отвечать за тебя не намерен, я первый укажу на тебя…». Пытаясь спасти взводного, Соколов задушил предателя.
В лагере для пленных заключенных собираются вести на работу. Андрей возмущается установленной нормой: «Им по четыре кубометра давай, а нам на могилу и один — за глаза!». Андрея повели к коменданту лагеря, эсэсовцу Мюллеру. В комендантской немцы выпивают и хотят, чтобы пленная девушка Зинка им спела, в это время к ним вводят Соколова. Ему угрожает расстрелом, но тут Зинка запевает песню о родной земле. Немец Мюллер предлагает Андрею перед смертью выпить за победу немецкого оружия. Андрей отказывается. «Тогда, говорит фашист, — может быть русский выпьет за собственную гибель?». Андрей выпил стакан водки, после его Мюллер решил не расстреливать Соколова, а сделать его личным шофером.
В семье Соколова пришёл черед сыну идти на войну. Его жена, Ирина, осталась с двумя дочками. Прямое попадание бомбы, и на месте его дома остаётся глубокая воронка. Жена и дети Соколова погибли.
Соколов везёт Мюллера через линию фронта в расположение советских войск. Под обстрелом Андрей добирается до своих, там он падает там родную землю и целует её.
Всеобщее ликование в День Победы в Берлине. Всюду царит радость, однако Андрею невесело. До него дошла весть о гибели семьи. Его утешает только одна мысль, что его сын борется борется с врагами. Андрей думает о мирной жизни, будущих внуках, но тут ему извещают о гибели сына от руки фашистского снайпера.
Вернувшись домой, Андрей прощается с погибшими Ириной и дочерьми. Его взгляд падает на мальчика, роющегося рядом в куче мусора. Отец мальчика, которого зовут Ваней, был убит на фронте, мать погибла от разорвавшейся бомбы. Андрей берёт себе мальчика и говорит ему, что он его отец. Мальчик бросается Соколову на шею.
На этом Андрей Соколов закончил рассказ, взял мальчика на руки и пошёл своей дорогой.